# Feodor Lynen
Feodor Felix Konrad Lynen (ur. 6 kwietnia 1911 w Monachium, zm. 6 sierpnia 1979 tamże) – biochemik niemiecki, laureat Nagrody Nobla z medycyny 1964 roku.

## Życiorys
Był profesorem Uniwersytetu w Monachium.
Prowadził badania nad syntezą cholesterolu w organizmie człowieka, a także nad rolą cholesterolu w biosyntezie witaminy D, hormonów nadnercza i płciowych. Za badania nad cholesterolem, które przyczyniły się do zwalczania miażdżycy, otrzymał Nagrodę Nobla w 1964 roku, razem z Konradem Blochem. W 1971 odznaczony Pour le Mérite za Naukę i Sztukę.